# 竹束

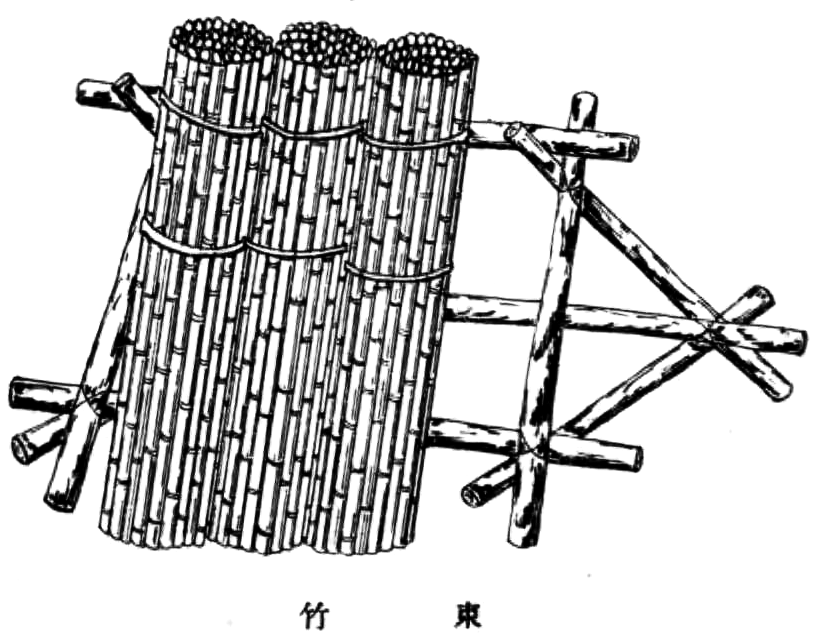
竹束

竹束（たけたば）は、日本の盾の一種。竹把とも書く。竹を束ねて縄で縛ったもの。したがって、形状は円柱形になる。戦国時代から江戸時代にわたり使用された。

## 概要
戦国時代以降、合戦において火縄銃が大量に使用されるようになると、従来の木の板による盾では防ぎきれなくなってきたため考案された。当時の火縄銃は、弾丸が大きいため破壊力は大きかったが、一方で弾丸が丸い形をしており、施条も無かったため、貫通力は弱かった。このため、火縄銃の弾丸は竹束を貫通することができず、材料の調達が容易であったことから全国的に広まった。ただし比較的燃えやすいという欠点もある。
大きさは小型のもので長さ六尺（約180cm）・幅一尺（約30cm）、対大筒用の大型のもので長さ八尺（約240cm）・幅四尺（約120cm）程のものが使用された。またそれらは兵が持って使用する他に、木の盾の前面に並べて立てかけるものや、それに車輪をつけて移動できるようにしたものがあった。この他にも、九鬼水軍が囲船（かこいぶね）に大量の竹束で船壁や屋根を覆って、軍船の防弾を高めるのに利用した。
防具ではあるが、陣営の守備用というより、攻城用武具として多く使用された。『別所長治記』には、神吉城を織田信忠軍が攻めた際、攻城戦に竹束を用いる戦術を知らなかった中国側の武将である別所長治がまたたく間に攻め寄せられてしまったと記されており、従来の籠城戦しか知らなかった武将相手には効果があったという記述がなされている。
他の使用方法として、攻め入りやすいように、通路状に竹束を配置し、これを「竹束道（ - みち）」といった。この使用法の場合、車輪付き大盾と比べ、攻め入るのに大量の竹束が必要となる上に、移動範囲も限定されるため、火攻めに会う危険性がある。

## 備考
- 竹束の出土事例として、武蔵騎西城堀跡がある[5]。
- 『別所長治記』からも、中国側の武将にとっては、竹束を用いた攻城戦術は「新戦術」と映ったとみられる[6]。
- 竹束を記述した兵書として、竹中半兵衛著の『軍法極秘伝書』があり、魚鱗の陣形の如く、逆V字に立てられた形状の絵図も見られる。
- 竹束を並べて傾斜に立てられた装置を「竹束牛（ - うし）」という（『広辞苑 第六版』 岩波書店より）。この場合、支えとなる部位も必要となる。傾斜にすることで、厚みは増すこととなる。
- なお、竹は年齢や切り出した季節によって強度が異なる。竹細工では、三歳以上の竹で、植物が最も乾燥する冬至の十日前辺りに切り出したものが良いとされている。また、切りだした後は、十分な油抜きや水抜き、あるいは半年以上寝かす事で乾燥させてから使用するのが普通である[要出典]。竹束の加工方法に関する記録は見当たらないが、当時（竹細工が一般的だった時代）の人々ならば、当然、竹束も、かような加工を行っていたと思われる[独自研究?]。